# Telamonia vidua
Telamonia vidua är en spindelart som beskrevs av Henry Roughton Hogg 1915. Telamonia vidua ingår i släktet Telamonia och familjen hoppspindlar. Inga underarter finns listade i Catalogue of Life.